# ロタキサン

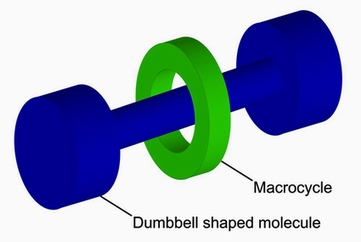
ロタキサンの模式図

ロタキサン (英: rotaxane) とは、大環状の分子（リング）の穴を棒状の分子（軸）が貫通した構造の分子集合体である。

## 概要
ロタキサン (英: rotaxane)は、大環状分子を棒状分子が貫通し、軸の両末端に嵩高い部位を結合させることで、立体障害でリングが軸から抜けなくなったものである。その嵩高い部位は、ストッパーまたはキャップ、末端基と呼ばれる。ストッパーがない場合や、ストッパーがあっても嵩高さが不十分な場合は、リングと軸が分かれることがあり、擬ロタキサン (英: pseudorotaxane) と呼ばれ、ロタキサンとは区別される。ロタキサンの名前はラテン語の rota （輪）と axis （軸）に由来する。超分子化学で取り扱われる分子である。環状分子、軸状分子共に有機分子によって構成されることが一般的である。また天然物の中にロタキサン構造を有する分子が存在することもわかっている。
一般にリング分子および軸分子の数の合計を "[ ]" の中に入れて「[n]ロタキサン」と表す。例えば「[2]ロタキサン」はリング1個、軸1個の合計2個から構成されていることを示す。「軸1個とリング十数個」など、多数の構成分子からロタキサンが形成される場合ポリロタキサン (英: polyrotaxane) と呼ばれる。
環状分子としては、シクロデキストリン、クラウンエーテル、シクロファン、カリックスアレーン、ククルビットウリル、ピラーアレーン、環状アミド等が用いられる。軸分子としては、ポリエチレングリコール、アルキル鎖、アミド、アンモニウムなどが用いられることが多い。

## 合成
人工のロタキサンは1967年にハリソンらによって合成されたが、このときは環状分子の中を偶然に軸状分子が貫通することを期待して合成したものであり、収率はきわめて低く、なかなかこの分野の研究は発展しなかった。その後、合成化学や超分子化学、そして分析化学（特に質量分析）の発展に伴い、徐々にロタキサンの効率的な合成法が進歩していった。
初期においては、環状分子前駆体と軸状分子前駆体を共有結合によって連結しておいて、ロタキサン構造を形成させた後でこれらを切り離す手法がもちいられた。
ロタキサン構造の形成は、一般にエントロピーが減少して不利である。ロタキサンを形成させるためにはリングと軸の分子間に何らかの相互作用を働かせて合成する方法が効率的であり、今日ではこの分子間相互作用をもちいる手法によって、ほとんどのロタキサンが合成されている。棒状分子と環状分子の組み合わせによりロタキサン形成の主たるドライビングフォースは異なり、よく用いられる相互作用として、水素結合、スタッキング、配位結合、疎水性相互作用などがある。
初めて分子間相互作用にもとづくロタキサンの合成を行なったのは荻野博で、このときはαおよびβーシクロデキストリンとメチレン鎖の間に働く疎水性相互作用を利用して、擬ロタキサンを溶液中で発生させた後、軸状分子の両末端にコバルト錯体を配位させて、末端を封鎖する方法であった。
合成戦略は発展をつづけており、初期において用いられた、Threading-followed-by-enda-capping（末端封止法）やクリッピング法に加えて、近年では環状分子内孔で触媒反応をおこなって、ダンベル型分子を合成する"Active metal法"も開発されている。
ククルビットウリルもシクロデキストリンと同様に疎水性の内孔を有する環状化合物であり、Kimoon Kimによって選択的な合成法が開発されて以来、彼らのグループによって飛躍的に研究が進められた。ただし、環状分子の修飾が困難であるという特徴もある。
ピラーアレーンは近年、日本人化学者によって開発された新規ホスト分子であり、ロタキサンにもよくもちいられている。

## 発展・応用
シクロデキストリンは、疎水性の内孔を有する環状分子であり、水溶媒中において疎水性分子を取り込む性質を利用する。したがって、一般的にシクロデキストリンをもちいるロタキサンの合成は水溶媒中で、疎水性の軸分子とおこなう。原田明らは軸分子として高分子に着目し、シクロデキストリンとポリエチレングリコールとを用いることで、ポリロタキサンを世界に先駆けて合成した。この研究はナノチューブへの展開もなされている。また、導入する環状分子として、シクロデキストリンの二量体をもちいた環動ゲルの合成が、伊藤耕三らを中心におこなわれている。環動ゲルは、その応用研究が進められ、携帯電話や自動車の表面塗装として実用化されるにまでいたっている。
類似のシクロデキストリンとポリエチレングリコールを基盤とするロタキサンおよびポリロタキサンの研究は多い。
クラウンエーテルはカチオン性の分子をその内孔に取り込む性質がある。したがってクラウンエーテルはカチオン性の軸状分子とロタキサンを形成する傾向がある。これはイオン性の相互作用を利用する方法であるので、一般的に低極性の溶媒中で反応が行なわれる場合が多い。広範な研究を行っているのはフレイザー・ストッダートらであり、彼らは24員環のクラウンエーテルが、二級アンモニウム塩を低極性溶媒中で効率よく包接することを利用して、この部分構造を用いたより高次のロタキサン合成も達成している。代表的な応用例として、分子エレベーターがある。シクロデキストリンの場合と同様な概念によって、ゲルの合成にも利用されている。
現在報告されているもっとも小さなロタキサンは、21員環クラウンエーテルと二級アンモニウム塩によって形成されたものである。
シクロファン（環状分子の中に芳香環を有する化合物の総称）で、ロタキサン合成によく用いられるものとしては、パラコート型と呼ばれる、ビスビオロゲン環状分子がある。この分子はおもにπーπスタッキングによって、電子不足な芳香環を包接する特徴があるので、これをもちいたロタキサン合成がよく行われている。第一人者はストッダートであり、彼はこの分子のことをBlue boxと呼んでいる。代表的な応用例として、分子シャトル、分子モーター、分子バルブ、分子筋肉などがある。カテナンの例ではオリンピーダンなどがある。
ロタキサンやカテナンは、構成分子の相対的な位置関係によって複数の状態を持ちうる分子であるため、単分子スイッチとして分子コンピュータへの応用が期待されている。またドラッグデリバリーシステムや分子チューブ、分子筋肉、ゲル、触媒、機能性表面、分子バルブなどへの応用研究もなされている。また、棒状分子上を環状分子が移動できることに着目した分子シャトルがあり、分子マシンとして研究されている。分子シャトルを初めて発表したのはストッダートらであり、1991年に米国化学会誌に発表された。その後、1994年にネイチャー誌にその制御が発表されて以来、多くのグループによって研究が進められている。初めての米国化学会誌に発表された分子シャトルは、軸状分子の上を環状の分子が熱運動するだけのものであったが、それが応用されてNature誌に投稿されたものでは、軸状分子の電気化学的あるいは化学的な酸化還元反応を駆動力として、環状分子の軸状分子に対する位置関係が制御されている。現在では可視光を照射すると、ロタキサンの軸状分子上を環状分子が左右にシャトリングし続ける分子モーターの研究にまで発展している。この分子モーターは、可視光の照射を止めると環状分子の動的な挙動は停止して、あるステーション上に環状分子が位置するようになる。
これら以外にも多くの分子シャトルが今日では合成されており、それを駆動する外部刺激としては、pH、光照射、電圧の引加、添加物、溶媒極性など、様々なものが用いられている。